# Résultats électoraux de Borduas
Les résultats électoraux de Borduas, depuis la création de la circonscription  en 1992, sont inscrits dans les tableaux ci-dessous
| Aller aux résultats d'une élection                           |
| ------------------------------------------------------------ |
| 1994 • 1998 • 2003 • 2007 • 2008 • 2012 • 2014 • 2018 • 2022 |

## Résultats

### Évolution pour les principaux partis
| |
| - Parti libéral - Parti québécois - Action démocratique (ancien) - Québec solidaire - Coalition avenir - Parti conservateur |

### Résultats détaillés
|                                                                                               | Nom                            | Parti              | Nombre de voix | %      | Maj.   |
| --------------------------------------------------------------------------------------------- | ------------------------------ | ------------------ | -------------- | ------ | ------ |
|                                                                                               | Simon Jolin-Barrette (sortant) | Coalition avenir   | 22 760         | 51,2 % | 14 114 |
|                                                                                               | Paule Laprise                  | Parti québécois    | 8 646          | 19,5 % | -      |
|                                                                                               | Benoît Landry                  | Québec solidaire   | 6 726          | 15,1 % | -      |
|                                                                                               | Jean-Félix Racicot             | Conservateur       | 3 357          | 7,6 %  | -      |
|                                                                                               | Eribert Charles                | Libéral            | 2 326          | 5,2 %  | -      |
|                                                                                               | Thomas Thibault-Vincent        | Vert               | 463            | 1 %    | -      |
|                                                                                               | Marcel Thibodeau               | Climat Québec      | 93             | 0,2 %  | -      |
|                                                                                               | Stephen Gauthier               | Démocratie directe | 58             | 0,1 %  | -      |
| Total                                                                                         | Total                          | Total              | 44 429         | 100 %  |        |
| Le taux de participation lors de l'élection était de 74,9 % et 488 bulletins ont été rejetés. |                                |                    |                |        |        |

|                                                                                               | Nom                            | Parti               | Nombre de voix | %      | Maj.   |
| --------------------------------------------------------------------------------------------- | ------------------------------ | ------------------- | -------------- | ------ | ------ |
|                                                                                               | Simon Jolin-Barrette (sortant) | Coalition avenir    | 20 852         | 47,8 % | 11 513 |
|                                                                                               | Cédric G.-Ducharme             | Parti québécois     | 9 339          | 21,4 % | -      |
|                                                                                               | Annie Desharnais               | Québec solidaire    | 6 828          | 15,6 % | -      |
|                                                                                               | Martin Nichols                 | Libéral             | 5 012          | 11,5 % | -      |
|                                                                                               | Nicolas Gravel                 | Vert                | 836            | 1,9 %  | -      |
|                                                                                               | André Lecompte                 | Conservateur        | 290            | 0,7 %  | -      |
|                                                                                               | André Martin                   | NPD Québec          | 184            | 0,4 %  | -      |
|                                                                                               | Stéphane Thévenot              | Citoyens au pouvoir | 164            | 0,4 %  | -      |
|                                                                                               | Razz E.                        | Bloc pot            | 135            | 0,3 %  | -      |
| Total                                                                                         | Total                          | Total               | 43 640         | 100 %  |        |
| Le taux de participation lors de l'élection était de 76,4 % et 597 bulletins ont été rejetés. |                                |                     |                |        |        |

|                                                                                               | Nom                       | Parti                        | Nombre de voix | %      | Maj. |
| --------------------------------------------------------------------------------------------- | ------------------------- | ---------------------------- | -------------- | ------ | ---- |
|                                                                                               | Simon Jolin-Barrette      | Coalition avenir             | 14 331         | 33,5 % | 99   |
|                                                                                               | Pierre Duchesne (sortant) | Parti québécois              | 14 232         | 33,3 % | -    |
|                                                                                               | Jean Murray               | Libéral                      | 9 944          | 23,2 % | -    |
|                                                                                               | Jean Falardeau            | Québec solidaire             | 3 678          | 8,6 %  | -    |
|                                                                                               | Marc-Olivier Siouï        | Option nationale             | 246            | 0,6 %  | -    |
|                                                                                               | Gilbert Gour              | Conservateur                 | 225            | 0,5 %  | -    |
|                                                                                               | Michel Lepage             | Parti indépendantiste (2008) | 126            | 0,3 %  | -    |
| Total                                                                                         | Total                     | Total                        | 42 782         | 100 %  |      |
| Le taux de participation lors de l'élection était de 76,8 % et 727 bulletins ont été rejetés. |                           |                              |                |        |      |

|                                                                                               | Nom                   | Parti                        | Nombre de voix | %      | Maj.  |
| --------------------------------------------------------------------------------------------- | --------------------- | ---------------------------- | -------------- | ------ | ----- |
|                                                                                               | Pierre Duchesne       | Parti québécois              | 18 363         | 39,3 % | 2 511 |
|                                                                                               | Emmanuelle Géhin      | Coalition avenir             | 15 852         | 33,9 % | -     |
|                                                                                               | Conrad Deschênes      | Libéral                      | 7 996          | 17,1 % | -     |
|                                                                                               | Jean-François Lessard | Québec solidaire             | 2 715          | 5,8 %  | -     |
|                                                                                               | Martin Dulac          | Option nationale             | 938            | 2 %    | -     |
|                                                                                               | Mary Harper           | Vert                         | 723            | 1,5 %  | -     |
|                                                                                               | Michel Lepage         | Parti indépendantiste (2008) | 110            | 0,2 %  | -     |
| Total                                                                                         | Total                 | Total                        | 46 697         | 100 %  |       |
| Le taux de participation lors de l'élection était de 84,4 % et 529 bulletins ont été rejetés. |                       |                              |                |        |       |

|                                                                                               | Nom                    | Parti                        | Nombre de voix | %      | Maj.  |
| --------------------------------------------------------------------------------------------- | ---------------------- | ---------------------------- | -------------- | ------ | ----- |
|                                                                                               | Pierre Curzi (sortant) | Parti québécois              | 13 329         | 47,7 % | 4 204 |
|                                                                                               | Jacques Charbonneau    | Libéral                      | 9 125          | 32,6 % | -     |
|                                                                                               | Jean Dion              | Action démocratique          | 3 430          | 12,3 % | -     |
|                                                                                               | Eric Dion              | Québec solidaire             | 966            | 3,5 %  | -     |
|                                                                                               | Marco Caron            | Vert                         | 904            | 3,2 %  | -     |
|                                                                                               | Michel Lepage          | Parti indépendantiste (2008) | 214            | 0,8 %  | -     |
| Total                                                                                         | Total                  | Total                        | 27 968         | 100 %  |       |
| Le taux de participation lors de l'élection était de 65,9 % et 485 bulletins ont été rejetés. |                        |                              |                |        |       |

|                                                                                               | Nom                              | Parti               | Nombre de voix | %      | Maj.  |
| --------------------------------------------------------------------------------------------- | -------------------------------- | ------------------- | -------------- | ------ | ----- |
|                                                                                               | Pierre Curzi                     | Parti québécois     | 12 529         | 38,8 % | 2 406 |
|                                                                                               | Claude Gauthier                  | Action démocratique | 10 123         | 31,3 % | -     |
|                                                                                               | Jacques Charbonneau              | Libéral             | 7 010          | 21,7 % | -     |
|                                                                                               | Olivier Adam                     | Vert                | 1 459          | 4,5 %  | -     |
|                                                                                               | Julie Raby                       | Québec solidaire    | 944            | 2,9 %  | -     |
|                                                                                               | Super Cauchon (Luc Cauchon, dit) | Indépendant         | 262            | 0,8 %  | -     |
| Total                                                                                         | Total                            | Total               | 32 327         | 100 %  |       |
| Le taux de participation lors de l'élection était de 79,6 % et 286 bulletins ont été rejetés. |                                  |                     |                |        |       |

|                                                                                               | Nom                               | Parti               | Nombre de voix | %      | Maj.  |
| --------------------------------------------------------------------------------------------- | --------------------------------- | ------------------- | -------------- | ------ | ----- |
|                                                                                               | Jean-Pierre Charbonneau (sortant) | Parti québécois     | 13 840         | 46,8 % | 3 859 |
|                                                                                               | Daniel Doucet                     | Libéral             | 9 981          | 33,8 % | -     |
|                                                                                               | Patricia St-Jacques               | Action démocratique | 5 282          | 17,9 % | -     |
|                                                                                               | Raynald St-Onge                   | Bloc pot            | 459            | 1,6 %  | -     |
| Total                                                                                         | Total                             | Total               | 29 562         | 100 %  |       |
| Le taux de participation lors de l'élection était de 77,8 % et 453 bulletins ont été rejetés. |                                   |                     |                |        |       |

|                                                                                               | Nom                               | Parti                 | Nombre de voix | %      | Maj.  |
| --------------------------------------------------------------------------------------------- | --------------------------------- | --------------------- | -------------- | ------ | ----- |
|                                                                                               | Jean-Pierre Charbonneau (sortant) | Parti québécois       | 16 785         | 55,4 % | 7 599 |
|                                                                                               | Yves Hennekens                    | Libéral               | 9 186          | 30,3 % | -     |
|                                                                                               | Patrick Bélanger                  | Action démocratique   | 4 041          | 13,3 % | -     |
|                                                                                               | Sylvie Laperle                    | Démocratie socialiste | 274            | 0,9 %  | -     |
| Total                                                                                         | Total                             | Total                 | 30 286         | 100 %  |       |
| Le taux de participation lors de l'élection était de 83,5 % et 320 bulletins ont été rejetés. |                                   |                       |                |        |       |

|                                                                                             | Nom                     | Parti                  | Nombre de voix | %      | Maj.  |
| ------------------------------------------------------------------------------------------- | ----------------------- | ---------------------- | -------------- | ------ | ----- |
|                                                                                             | Jean-Pierre Charbonneau | Parti québécois        | 15 461         | 55,8 % | 4 810 |
|                                                                                             | Laurier Thibault        | Libéral                | 10 651         | 38,5 % | -     |
|                                                                                             | Stéphane Desmarteau     | Indépendant            | 1 037          | 3,7 %  | -     |
|                                                                                             | Danielle Gendron        | Souveraineté du Québec | 537            | 1,9 %  | -     |
| Total                                                                                       | Total                   | Total                  | 27 686         | 100 %  |       |
| Le taux de participation lors de l'élection était de 86 % et 801 bulletins ont été rejetés. |                         |                        |                |        |       |